# Vejshulta myr
Vejshulta myr este o arie protejată (arie specială de conservare — SAC, sit de importanță comunitară — SCI) din Suedia întinsă pe o suprafață de 100,7 ha, integral pe uscat.

## Localizare
Centrul sitului Vejshulta myr este situat la coordonatele 56°18′20″N 13°32′04″E / 56.3056°N 13.5344°E.

## Înființare
Situl Vejshulta myr a fost declarat sit de importanță comunitară în noiembrie 2003 pentru a proteja un număr necunoscut de specii din flora spontană și fauna sălbatică aflate în arealul zonei. Situl a fost protejat și ca arie specială de conservare în martie 2011.

## Biodiversitate
Situată în ecoregiunea continentală, aria protejată conține 3 habitate naturale: Mlaștini împădurite, Mlaștini turboase de tranziție și turbării mișcătoare, Turbării active.
La baza desemnării sitului se află un număr nedeclarat de specii protejate.